# Xuecheng (Mönch)

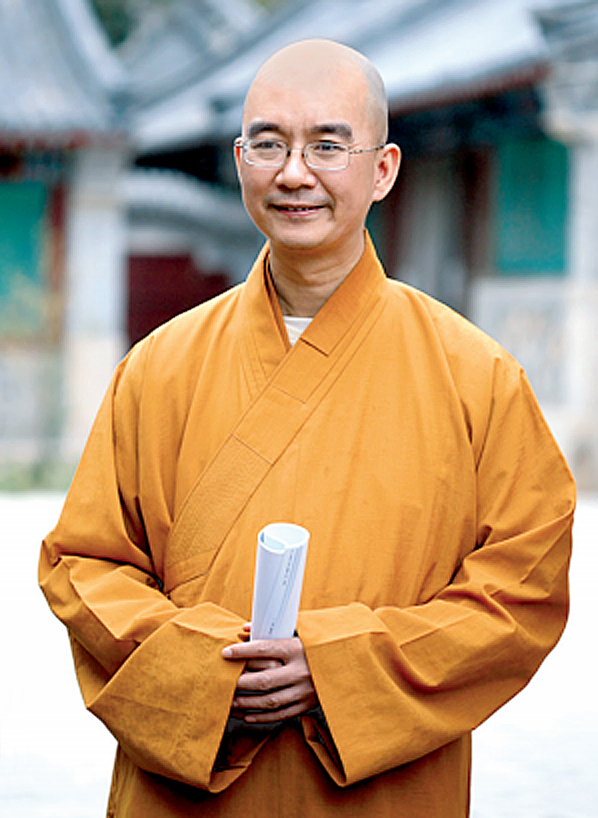
Meister Xuecheng (2009)

Xuecheng (chinesisch 学诚, Pinyin Xuéchéng, geboren 1966 in Xianyou, Provinz Fujian, Volksrepublik China) ist ein Abt und Vertreter des Buddhismus in verschiedenen chinesischen politischen Versammlungen sowie hochrangiges Mitglied verschiedener buddhistischer Organisationen. 2015 wurde er Präsident der Buddhistischen Vereinigung Chinas (中国佛教协会).

## Leben
Er begann sein klösterliches Leben im Jahr 1982 und erhielt die Ordination vom Meister Dinghai und folgte Meister Yuanzhuo auf dem buddhistischen Weg. 1991 schloss er sein Studium an der Buddhistischen Akademie Chinas mit einem Magistergrad ab. 2007 wurde ihm von der Universität Mahachulalongkorn-Rajavidyalaya in Thailand ein Ehrendoktortitel in Bildungsverwaltung verliehen. 2010 erhielt er den Atish Dipankar Goldenen Friedenspreis von Bangladesch. Im Jahre 2011 wurde ihm von der All-Indischen Versammlung der Bhikkhus und Sangha der Tripitaka-Dharmameister-Doktortitel verliehen.

## Mitgliedschaften
Meister Xuecheng ist derzeit unter anderem Mitglied des Stehenden Komitees der Politischen Konsultativkonferenz des Chinesischen Volkes, Vize-Vorsitzender der Allchinesischen Jugendversammlung (ACYF, 11th Committee), Generalsekretär des Friedenskomitees chinesischer Religionsgemeinschaften (CCRP), Präsident der Buddhistischen Gesellschaft China, Der Rektor der Buddhistischen Akademie China, stellvertretender Leiter des Institutes für Höhere Studien in Geistes- und Religionswissenschaften der Pädagogischen Universität Beijing, wie auch amtierender Abt des Guanghua-Klosters in Putian (Provinz Fujian), Abt des Famen-Klosters in Fufeng (Provinz Shaanxi) und Abt des Longquan-Klosters Beijing.

## Nachweise
- Modern Abbot promotes Buddhism with microblog. english.cntv.cn
- Lawmakers and advisors have dreams. chinadaily.com.cn

1. ↑  Master Xuecheng elected president of China's Buddhist association (Zugriff am 21. April 2015)
2. ↑  中国人民政治协商会议第十二届全国委员会委员名单 auf der Website der  Politischen Konsultativkonferenz des Chinesischen Volkes; abgerufen am 10. März 2015
3. ↑  About All-China Youth Federation: (Memento vom 3. März 2016 im Internet Archive) List of President and Vice Presidents of the 11th Committee of the All-China Youth Federation. acyf.org.cn (englisch, abgerufen am 10. März 2015).

| Personendaten    | Personendaten                         |
| ---------------- | ------------------------------------- |
| NAME             | Xuecheng                              |
| ALTERNATIVNAMEN  | Meister Xuecheng (Ordensname)         |
| KURZBESCHREIBUNG | chinesischer buddhistischer Gelehrter |
| GEBURTSDATUM     | 1966                                  |
| GEBURTSORT       | Xianyou, Volksrepublik China          |